# Tovarišč general
Tovarišč general (in russo Товарищ генерал?, lett. Compagno generale) è un film del 1973 diretto da Teodor Jur'evič Vul'fovič.

## Trama
1941 anno. Il comandante dell'esercito Kapitonov prende il colpo delle truppe tedesche che si precipitano a Rostov. Conoscendo bene la tattica del generale tedesco Lejnc, Kapitonov conduce brillantemente l'operazione che è passata alla storia della guerra con il nome di difesa di D'jakovo.